# Pulcinella

Pulcinella nach einer Figurine von Maurice Sand

Der Pulcinella (neapolitanisch Pulecenella, italienisch Policinello, französisch Policinelle oder Polichinelle) ist ursprünglich eine Figur des süditalienischen und neapolitanischen Volkstheaters.

## Geschichte
Von Süditalien aus verbreitet sich die Maske des Pulcinella mit den Wandertruppen der Commedia dell’arte allmählich nach Norden. Es wird jedoch vermutet, dass sie (vor-)römische Ursprünge in der Figur des Maccus des Atellanentheaters hat. Gleichzeitig entstanden aus dieser Figur verwandte Masken. Im deutschsprachigen Raum etwa beeinflusste bzw. diente sie als Vorlage für die Figuren Hanswurst, Kasper im deutschen oder Kasperl im Alt-Wiener Volkstheater, Hänneschen, in England für Punch und Jack Pudding, Jan Klaassen in den Niederlanden, Mester Jockel in Dänemark oder Petruschka in Russland. Ab dem 17. Jahrhundert verblasst diese Figur jedoch und wird immer mehr von der Bühne verdrängt.

## Name
Der Name bedeutet „kleines Küken“ (italienisch pulcino für „Küken“ mit der Verkleinerung -ella, gekreuzt mit pullo für „dunkel, schwarz“). Möglicherweise lässt sich der Name auf einen Schauspieler namens Puccio d’Agnello zurückführen, der als Bauer mit flinker Zunge zu wandernden Theatertruppen gestoßen sein soll. Eine andere These besagt, dass ein gewisser Puccio d’Anielle, ein Bauer aus Acerra, mit sonnengebräuntem Gesicht und langer Nase auf einem Gemälde von Annibale Carracci in Erscheinung tritt, welches den Schauspieler Silvio Fiorillo zur Erfindung der Maske inspirierte.

## Typologie
Seit der Zeit der Renaissance ist die Figur als zumeist schlauer, listiger, grober und zugleich einfältiger und tölpelhafter, gefräßiger Diener bäuerlicher Herkunft zu finden. Die Gestalt hatte zumeist einen Buckel, häufig eine lange Vogelnase, die ihr einen füchsischen Gesichtsausdruck verlieh. Ihr ursprüngliches Kostüm war aus grobem Stoff in grünen, braunen oder roten Farben gehalten. Dieses wandelte sich allmählich zu einem weißen Kostüm mit weiten Ärmeln, einer schwarzen Halbmaske und einem spitzen Hut.

## Wirkung

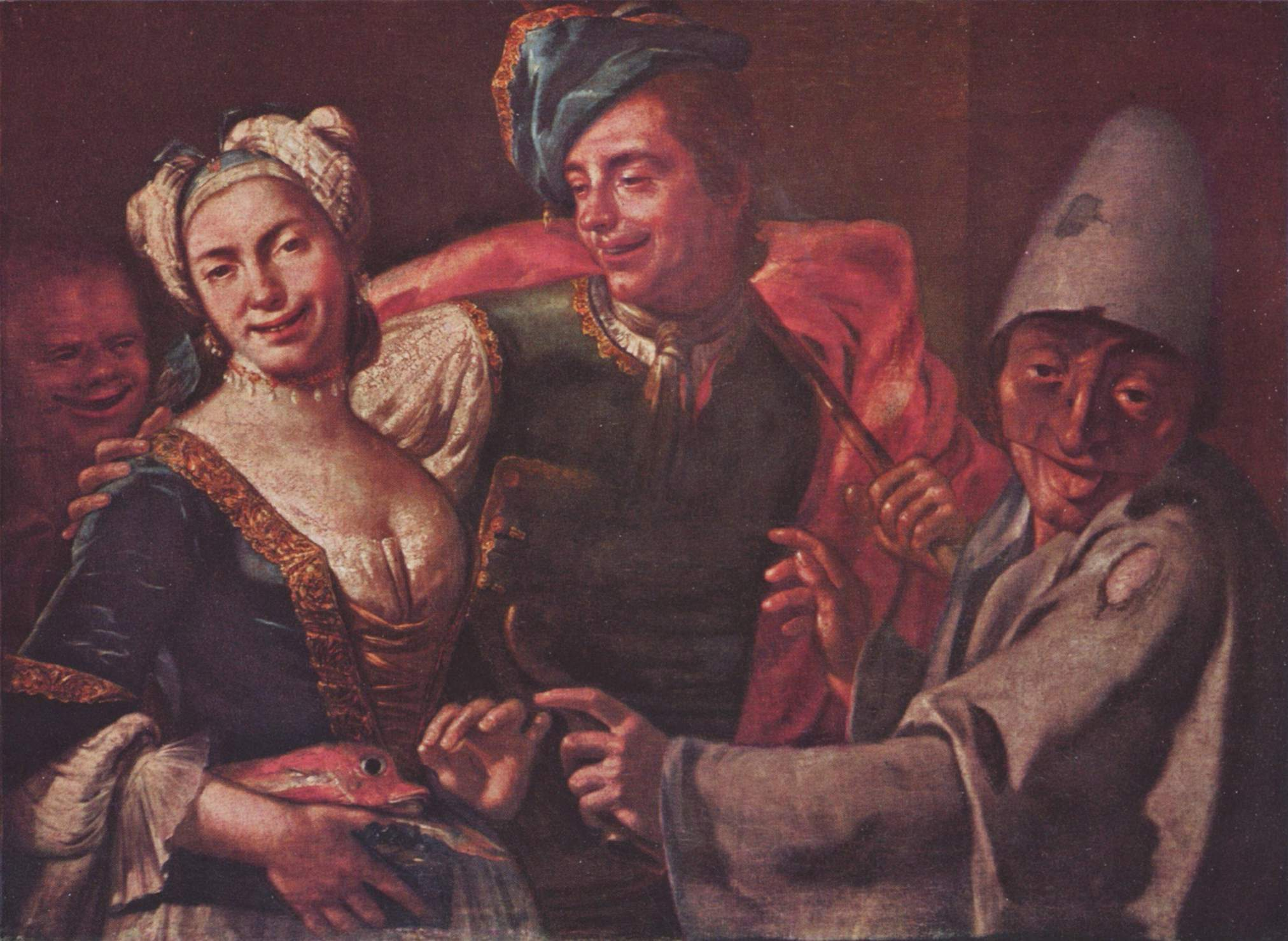
Pulcinella (rechts) auf dem Gemälde „Maskerade“ von Giuseppe Bonito (Mitte 18. Jh.)

Goethe beschreibt in seinem Buch Italienische Reise, wie er im Frühjahr 1787 in Neapel „die eigentliche Nationalmaske“ auch in der Realität antreffen konnte: „Pulcinell nun, ein wahrhaft gelassener, ruhiger, bis auf einen gewissen Grad gleichgültiger, beinahe fauler und doch humoristischer Knecht. Und so findet man überall Kellner und Hausknecht. Mit dem unsrigen macht' ich mir heute eine besondere Lust, und es war weiter nichts, als daß ich ihn schickte, Papier und Federn zu holen. Halber Mißverstand, Zaudern, guter Wille und Schalkheit brachte die anmutigste Szene hervor, die man auf jedem Theater mit Glück produzieren könnte.“ Bewundernd spricht er von der Theaterfigur: „Ein Hauptspaß dieser niedrig-komischen Personnage [...] bestand darin, daß er zuweilen auf der Bühne seine Rolle als Schauspieler auf einmal ganz zu vergessen schien.“ Allerdings sei das „Theater“ des Pulcinella „von solchem Ruf, daß niemand in guter Gesellschaft sich rühmt, darin gewesen zu sein.“ Und weiter: „Der Pulcinell ist in der Regel eine Art lebendiger Zeitung. Alles, was den Tag über sich in Neapel Auffallendes zugetragen hat, kann man abends von ihm hören. Diese Lokalinteressen, verbunden mit dem niedern Volksdialekt, machen es jedoch dem Fremden fast unmöglich, ihn zu verstehen.“ Auch Franz Grillparzer erwähnt ihn in den Aufzeichnungen seiner Reise nach Italien vom Mai 1823 in Neapel.
Igor Strawinsky setzte ihm im Jahr 1920 mit seiner Musik zum nach dieser Figur benannten Ballett ein Denkmal (Pulcinella). Josef Strauss komponierte 1856 als Opus 21 seine Policinello-Quadrille und bereits im 18. Jahrhundert war Policinello bei Johann Anton Losy von Losinthal Bezeichnung für eine anonyme Komposition.
Beim Festumzug der Festa di Piedigrotta in Neapel gibt es den „Wagen des Pulcinella“ mit einer künstlichen Großfigur, ähnlich den Karnevalswagen. In Acerra bei Neapel wurde dieser Figur ein eigenes Museum eingerichtet, das Museo di Pulcinella.